# Dekanat kościerski
Dekanat Kościerzyna – jeden z 30 dekanatów w rzymskokatolickiej diecezji pelplińskiej.

## Parafie
W skład dekanatu wchodzi 11 parafii:
- parafia św. Anny – Grabowo Kościerskie
- parafia Jezusa Chrystusa Króla Wszechświata – Kościerzyna
- parafia Świętej Trójcy – Kościerzyna
- parafia Zmartwychwstania Pańskiego – Kościerzyna
- parafia św. Michała Archanioła – Lipusz
- parafia św. Maksymiliana Kolbego – Łubiana
- parafia św. Mikołaja – Niedamowo
- parafia św. Antoniego Padewskiego – Nowa Karczma
- parafia św. Michała Archanioła – Rekownica
- parafia Wniebowzięcia Najświętszej Maryi Panny – Wąglikowice
- parafia Świętej Rodziny – Wielki Klincz

## Sąsiednie dekanaty
Brusy, Bytów, Kolbudy (arch. gdańska), Skarszewy, Stężyca, Zblewo.